# Città vecchia di Damasco
La città vecchia di Damasco offre numerosi siti archeologici e conserva alcune fra le principali moschee storiche. Vi hanno lasciato il loro segno molte civiltà, soprattutto quella romano-bizantina e quella islamica. Nel 1979 il centro storico della città, cinto da mura di epoca romana, è stato dichiarato Patrimonio dell'Umanità dall'UNESCO.

## Storia

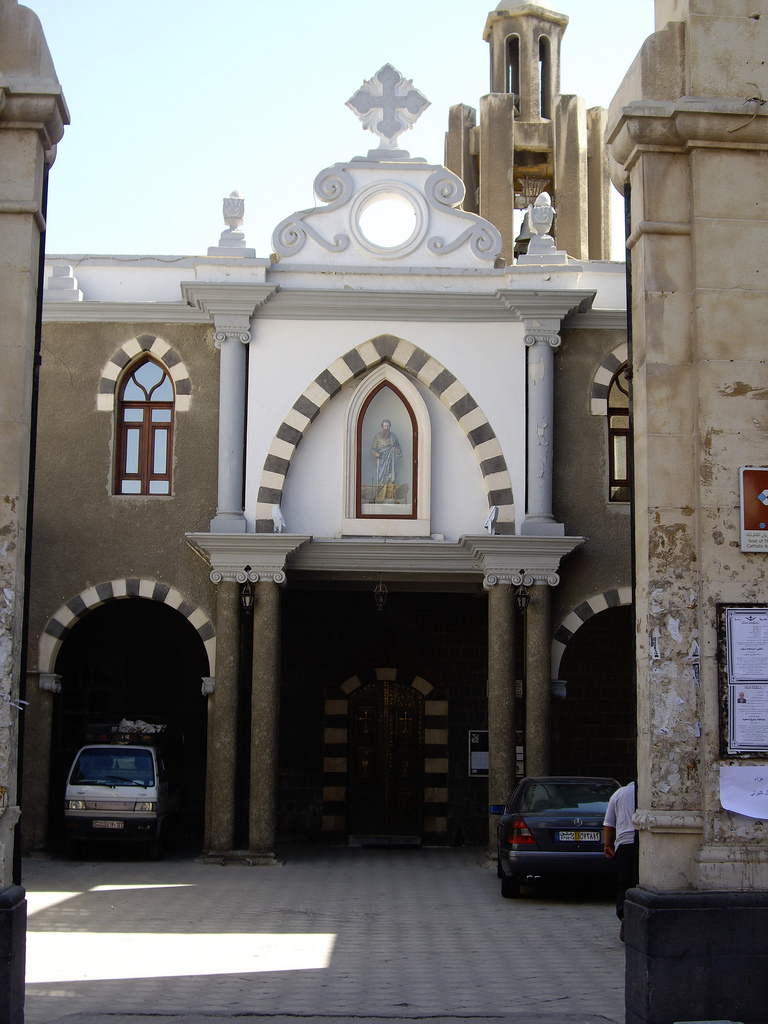
Una chiesa nella città vecchia

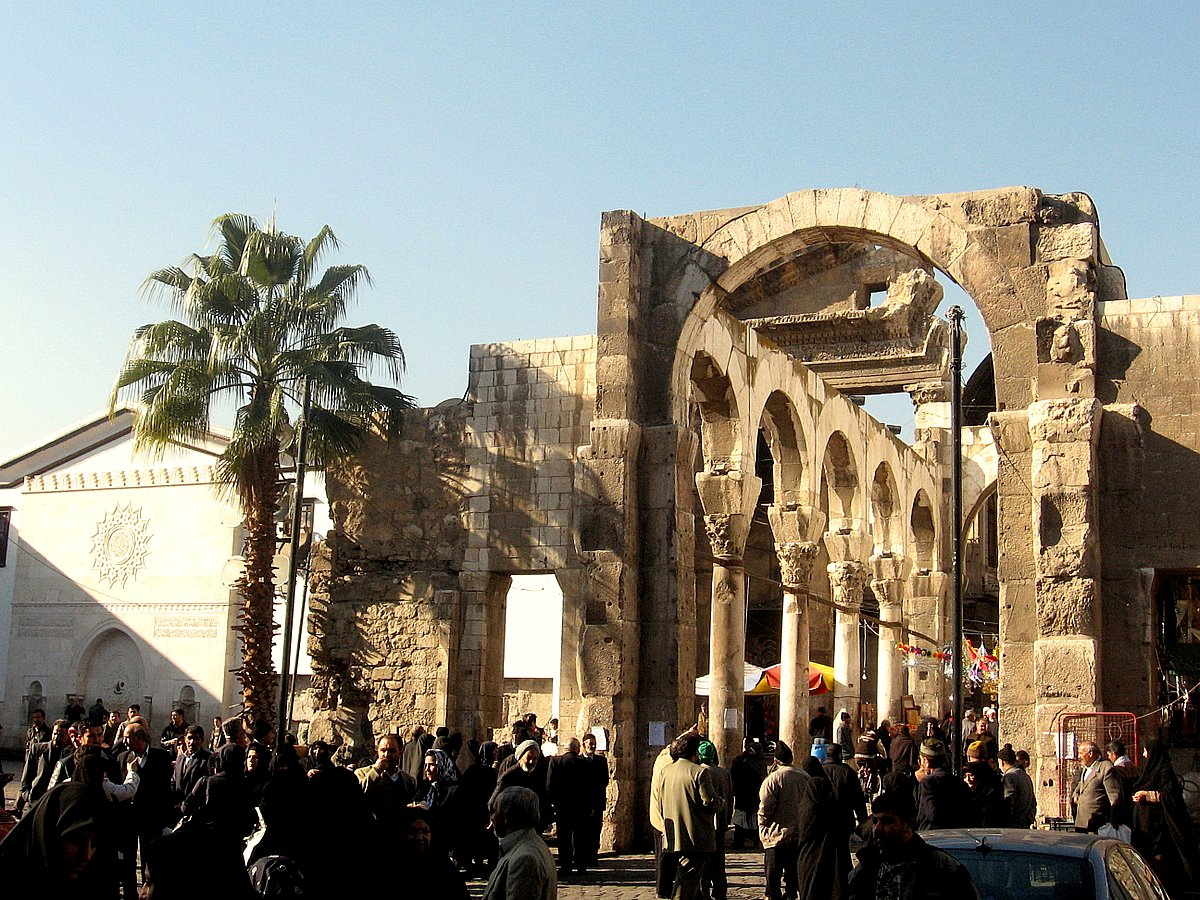
Rovine del tempio di Giove all'ingresso del Suq Al-Hamidiyah.

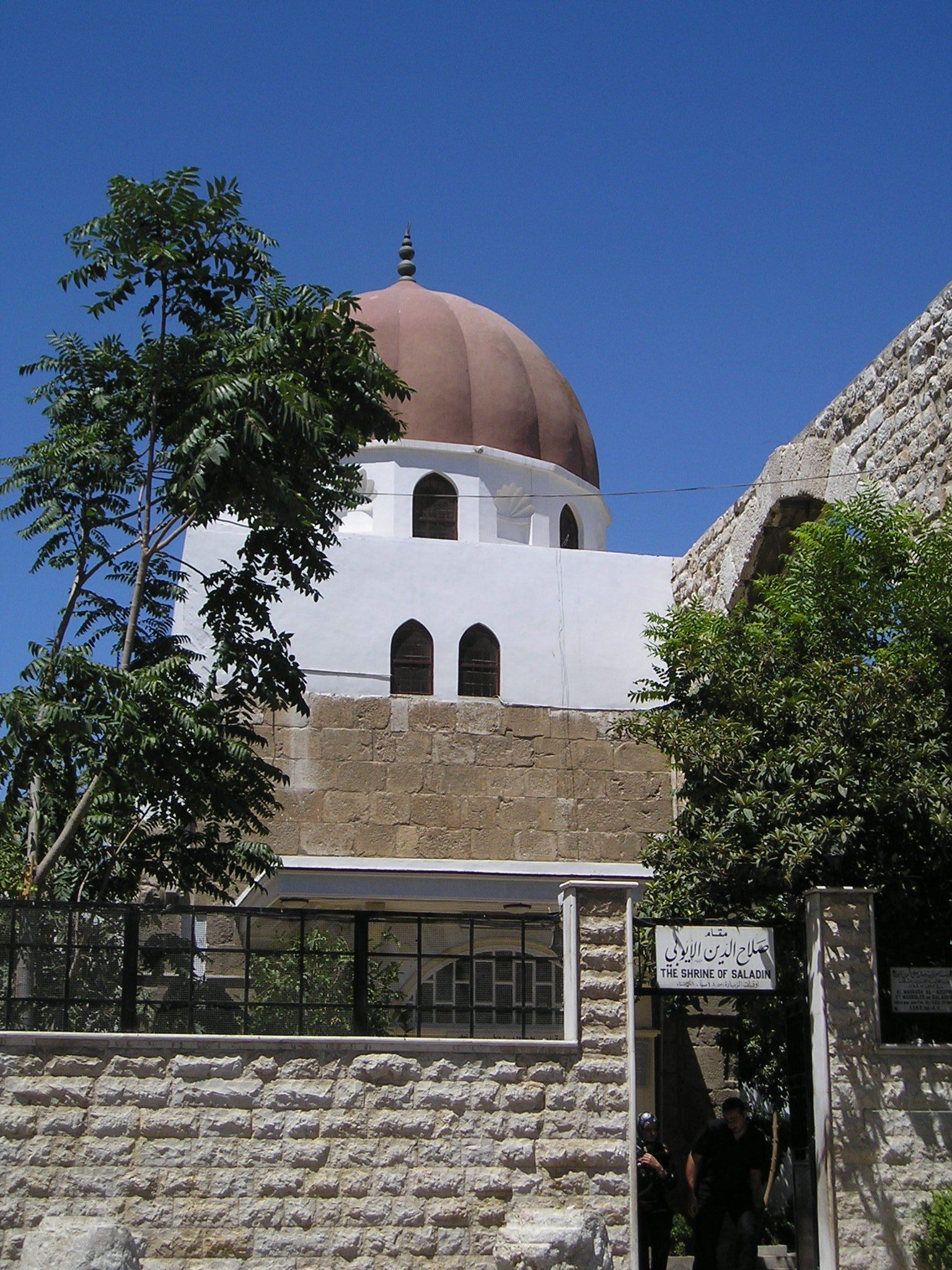
La tomba di Saladino

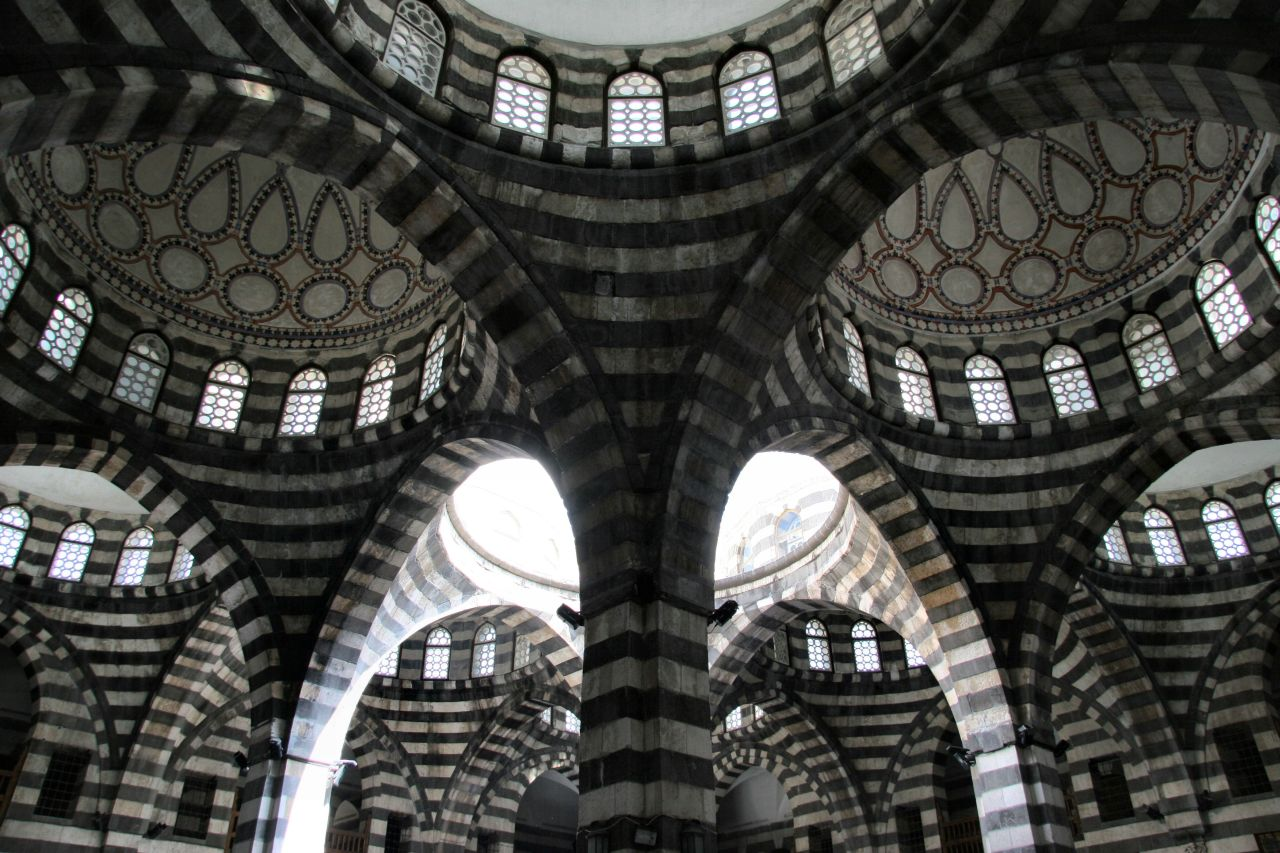
Il khan Asad Pasha fu costruito, nel 1752, nel periodo in cui fu governatore As'ad Pasha al-Azm.

La città era circondata da una cerchia di mura di impianto romano ma, per come le vediamo oggi, risalenti al periodo degli ayyubidi, che misuravano circa 6 chilometri, delineando un perimetro di forma quasi rettangolare di circa 1900 metri per 1050. Dopo la conquista Araba, le mura furono rinforzate da Nur-ad-Din, per difendere la città dagli assalti dei Crociati, nel corso del XII secolo, mentre, nel secolo successivo, gli Ayyubidi le restaurarono e le modificarono definitivamente. Oggi le mura non sono più complete e parte del materiale originale delle mura è mancante in quanto usato come materiale da costruzione nei secoli scorsi, in quanto le pietre erano ben squadrate, quindi facili da usare; all'inizio del XX secolo questa pratica fu sospesa dalle autorità.
Le chiese cristiane si trovano quasi tutte entro la cerchia muraria della città vecchia, come le tre cattedrali, quella greco-ortodossa, quella siriaca-ortodossa e quella greco-melchita di osservanza cattolica, la Cappella di San Anania, mentre la Cappella di San Paolo è stata edificata all'interno dell'arco della porta, detta Bab Keisan, della vecchia cinta muraria della città di Damasco; per la precisione si trovano nella zona est, che i cristiani dividevano con gli ebrei, separati, tra loro, dalla via principale della città al tempo dei Romani, la via recta, che corrispondeva al decumano massimo: a nord i cristiani, nel quartiere denominato, Bab Tuma e a sud gli ebrei; nel quartiere (Harat al-Yahud) che un tempo era abitata dagli ebrei, oggi, per la maggior parte esuli; in questo quartiere, oltre alla sinagoga vi sono alcuni palazzi residenziali del XVIII secolo, molto belli e ben conservati.
Il nome via recta, per quello che era il decumano massimo dei Romani è citato negli Atti degli apostoli, quando Anania viene inviato da San Paolo:
(Atti degli Apostoli, Capitolo 9, versetto 11)
Lungo la via recta, che però proprio dritta non è, si trovano alcuni reperti delle vecchie colonne e un arco a tre fornici che forse faceva parte del tetrapylon, che si trovava all'intersezione del decumano massimo col cardo maximus e che è stato portato alla luce e restaurato, nel 1947, durante i lavori di costruzione della attuale strada, che è molto più stretta della via recta, che era larga 26 metri ed ora permette il passaggio di un unico veicolo e ha lo spazio per i pedoni, molto limitato; attualmente su questa via si aprono innumerevoli negozi, tra cui spiccano i negozi di oggetti di ottone e mosaici in legno.
La parte occidentale della città vecchia invece, dopo la conquista da parte degli Arabi, era riservata ai musulmani e in questa zona della città si trovano la cittadella (al-Qalha), alcune moschee, tra cui, la Moschea degli Omayyadi, la moschea Nur-ad-Din e la moschea di Sinan Pasha, diverse madrase, tra cui, la Madrasa Al-Adiliyah, la Madrasa Al-Zahiriyah, la madrasa Abdullah al-Azem Pasha e la madrasa Aziziyah o mausoleo del Saladino, dove sono conservate le spoglie mortali del grande condottiero; inoltre vi si trovano le rovine del tempio di Giove, il Suq al-Bazuriye (suq delle spezie e dei dolci), con, al suo interno, uno dei più vecchi bagni pubblici della città, l'hammam Nur-ad-Din o hammam al-Bazuriye, fatto costruire da Nur-ad-Din, tra il 1154 e il 1172, con la cupola dell'ingresso di epoca ottomana, il suq al-Hamidiyah, molto grande, una sorta di mercato generale, con al suo interno il maristan Nur-ad-Din, l'ospedale di Nur-ad-Din, fondato nel 1154, rimasto attivo per circa sette secoli e dal 1978, sede del museo arabo di storia medica e scientifica, ed infine palazzo Azem, oggi sede del museo delle Arti e delle Tradizioni Popolari. 

Sempre nella parte occidentale della città vecchia vi sono alcuni dei più vecchi e meglio conservati Caravanserraglio di Damasco, come il grande khan Asad Pasha, del 1752 e il khan al-Gumruk (caravanserraglio della dogana) del 1609.
Fuori dalle mura, sotto le mura della cittadella, vi è la statua in bronzo del Saladino a cavallo con ai piedi Rinaldo di Châtillon e Guido di Lusignano, che commemora la vittoriosa Battaglia di Hattin.

## Galleria d'immagini

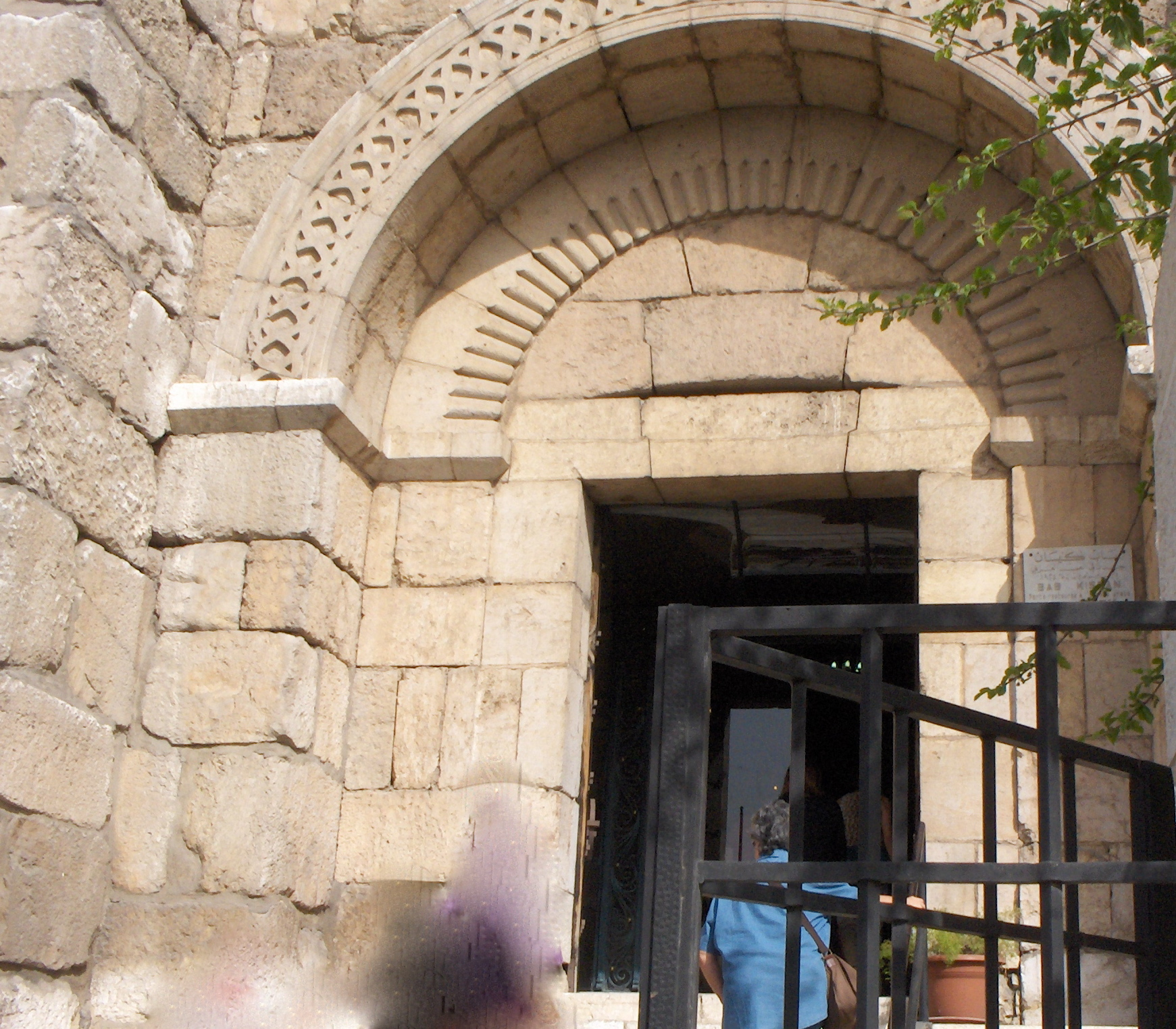
Arco della porta, detta Bab Keisan, della vecchia cinta muraria, oggi ingresso della cappella di San Paolo
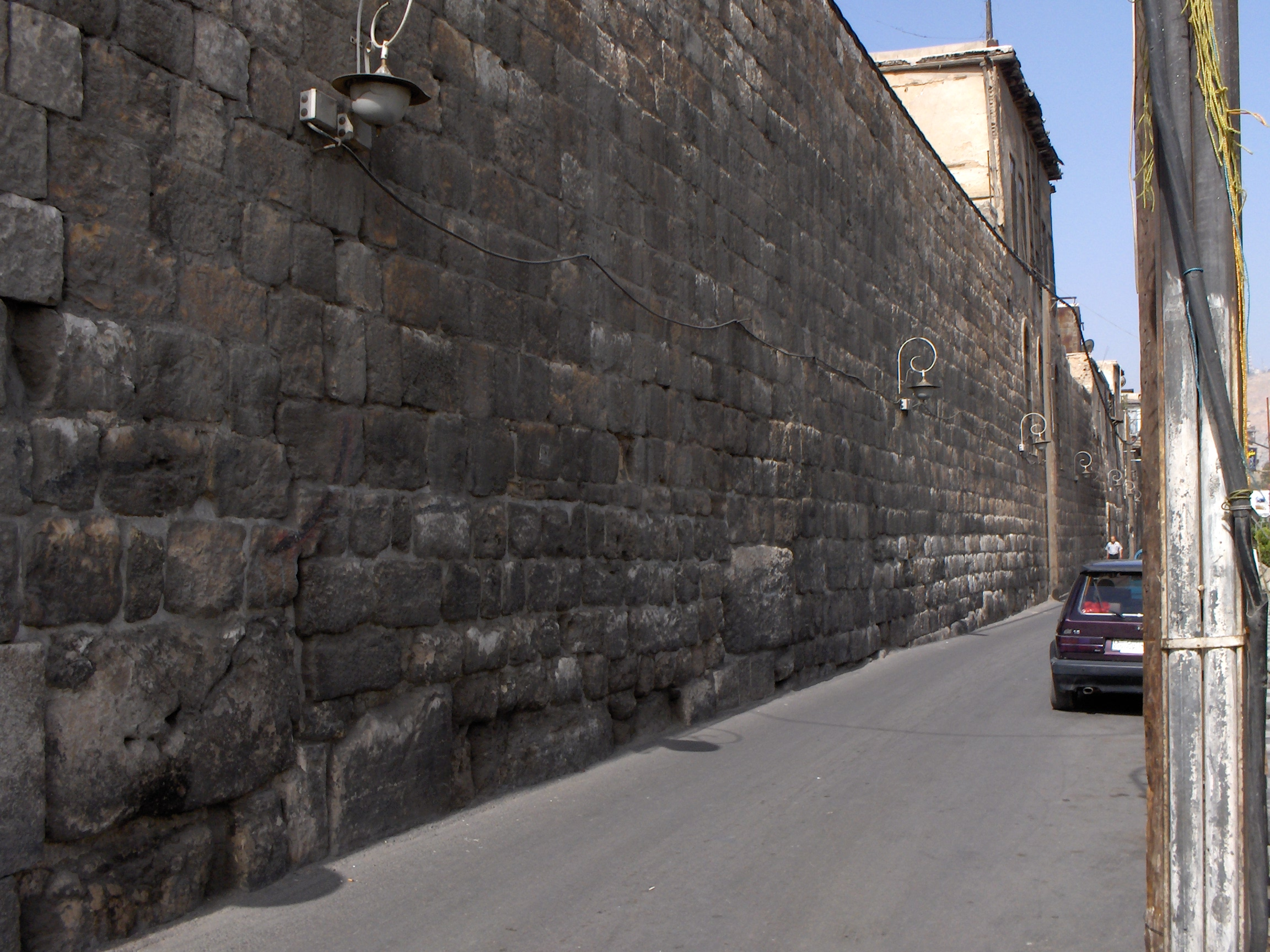
La vecchia cinta muraria
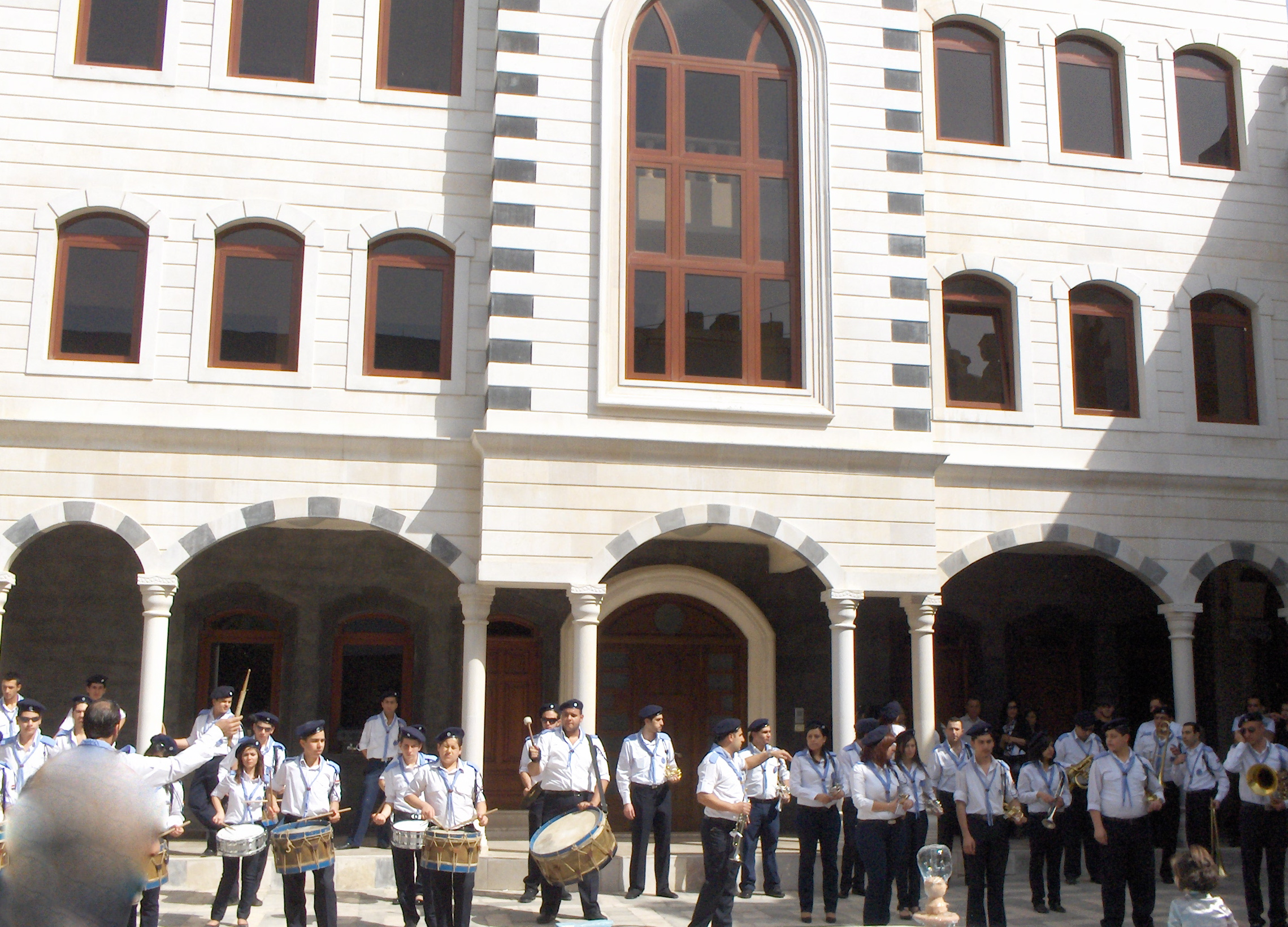
Pasqua nel cortile dell'Arcieparchia cattolica
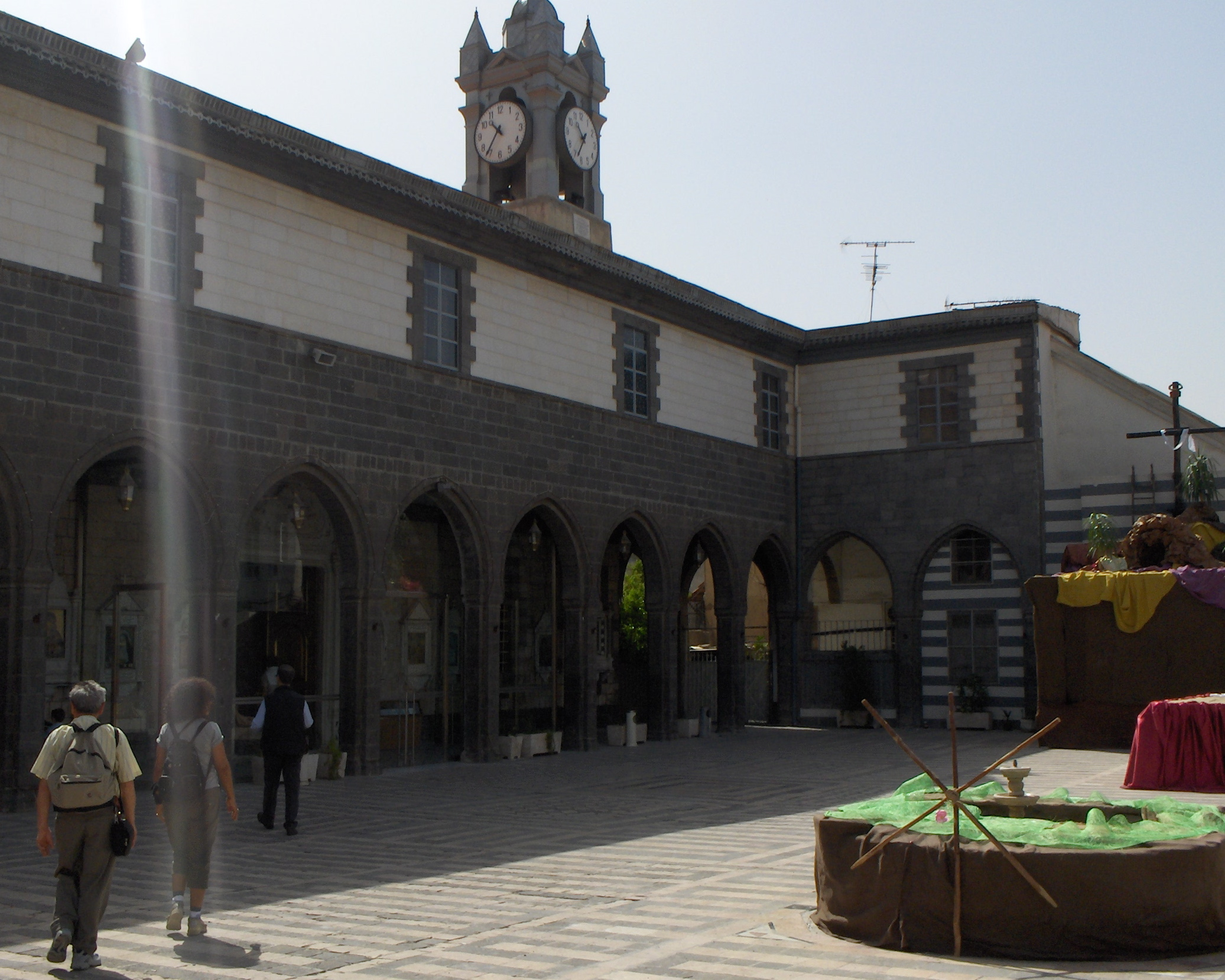
Piazza di fronte alla cattedrale dell'Arcieparchia cattolica
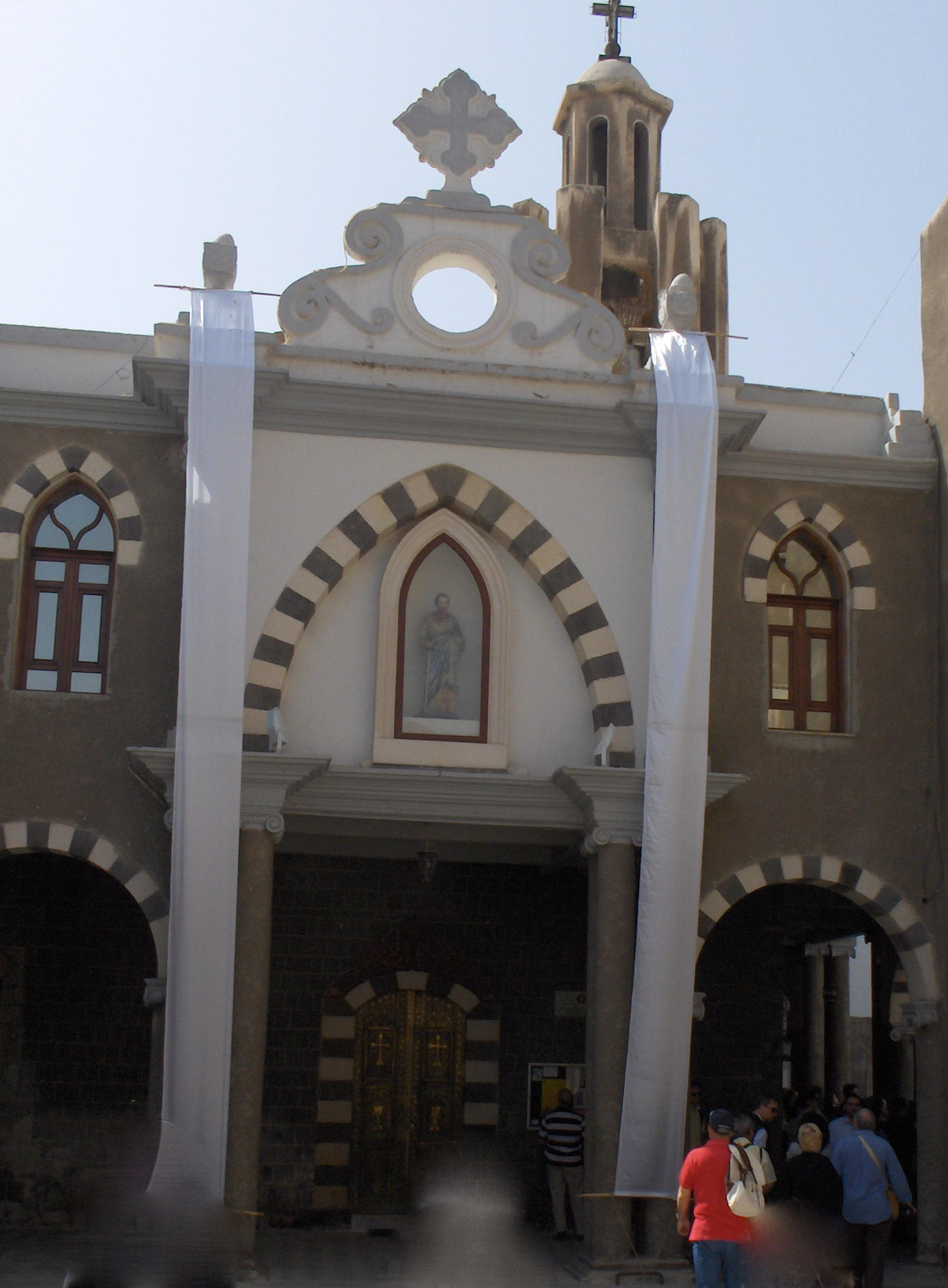
Chiesa Maronita dell'Arcieparchia cattolica
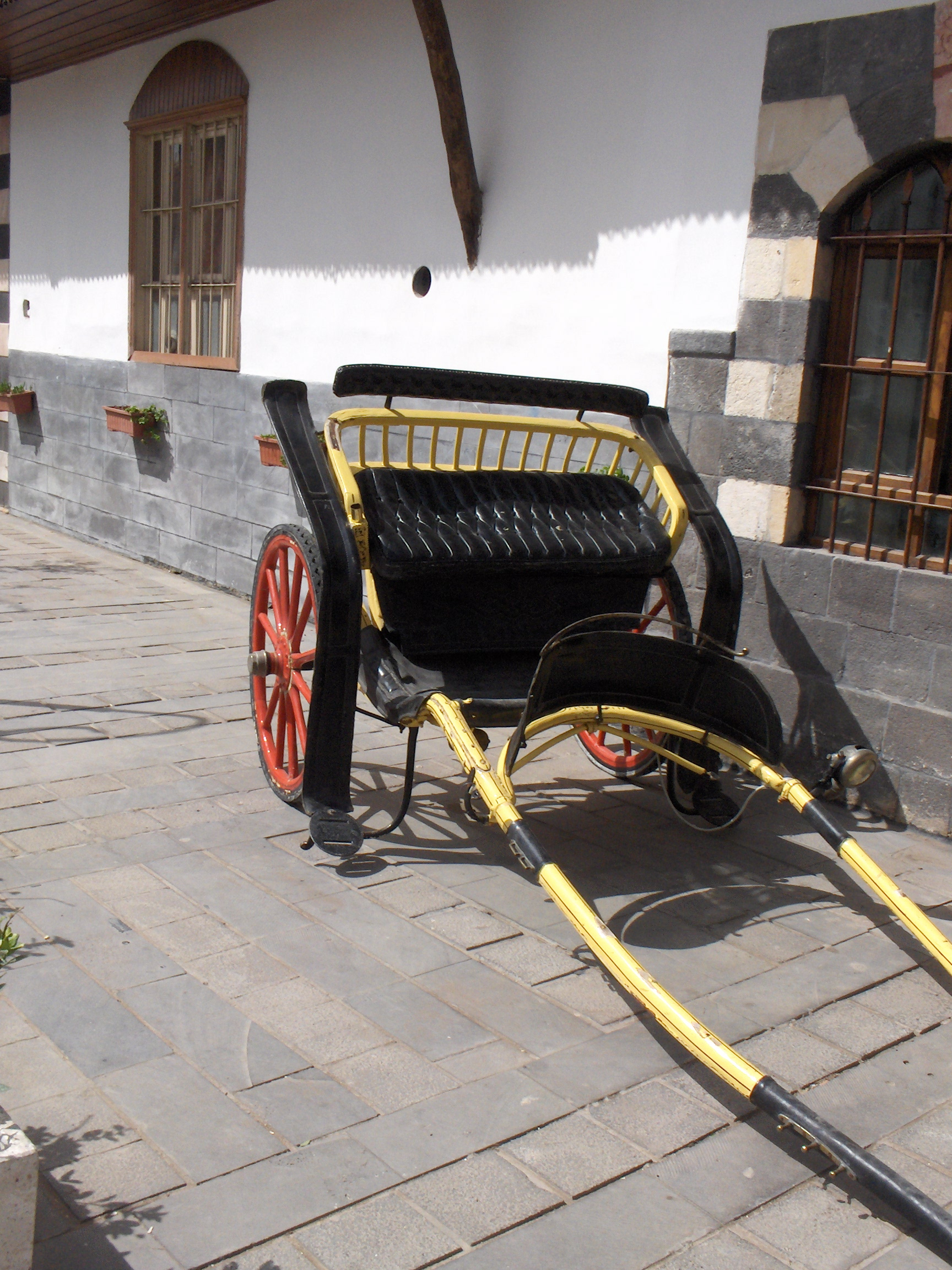
Carrozzella nella piazza dell'Arcieparchia cattolica
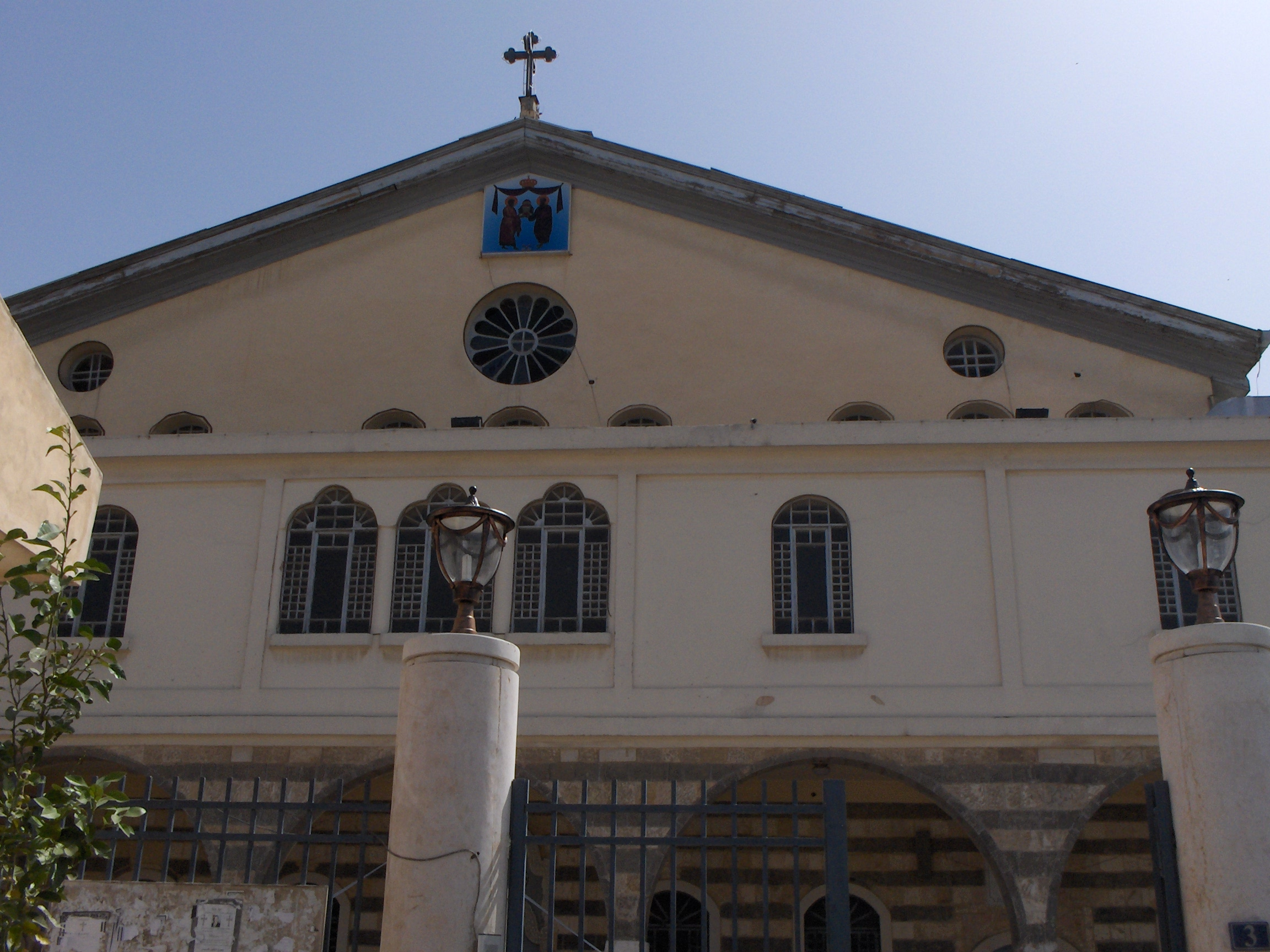
Cattedrale Mariamita di Damasco
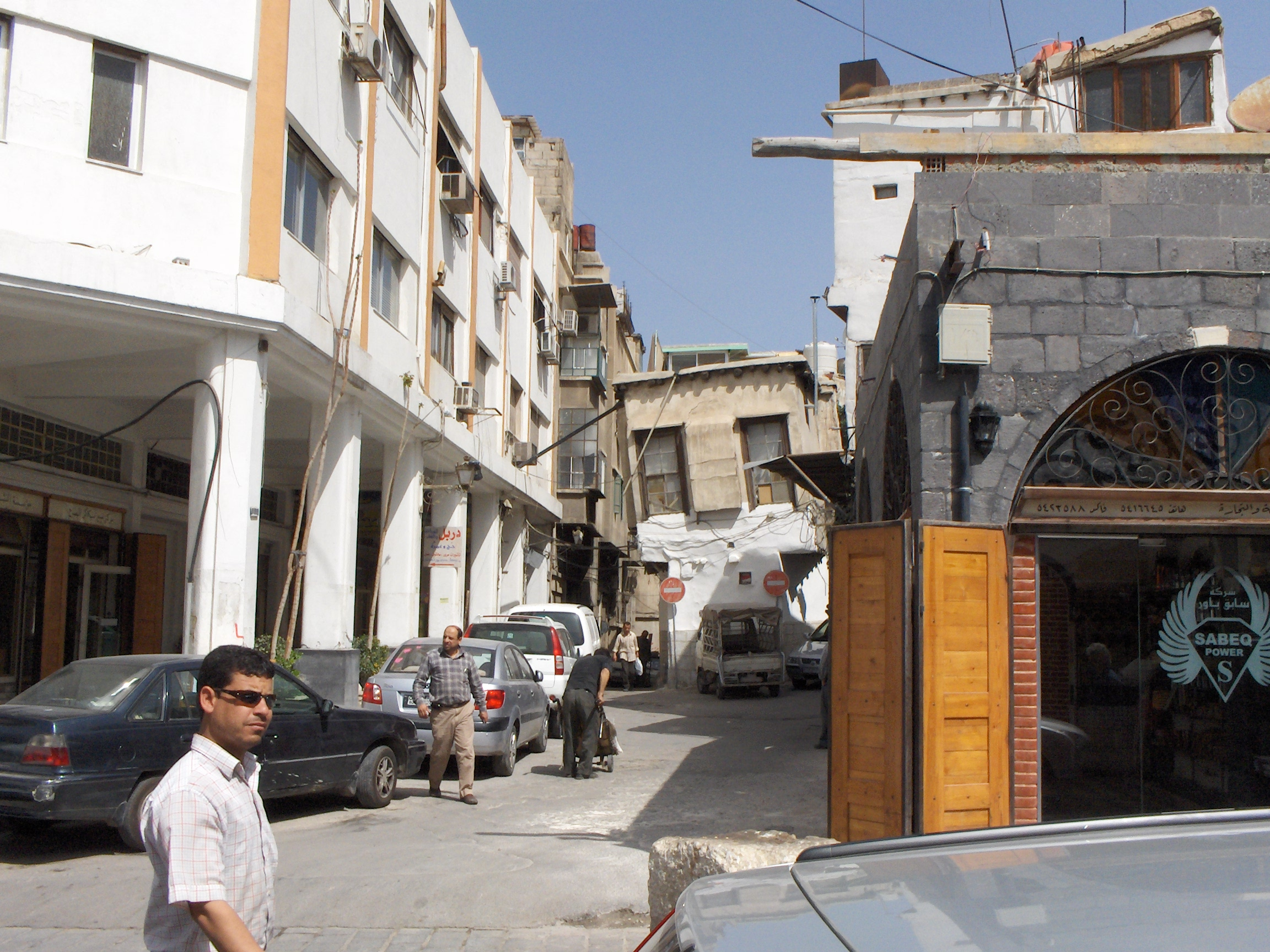
Casa inclinata in una via trasversale alla via recta
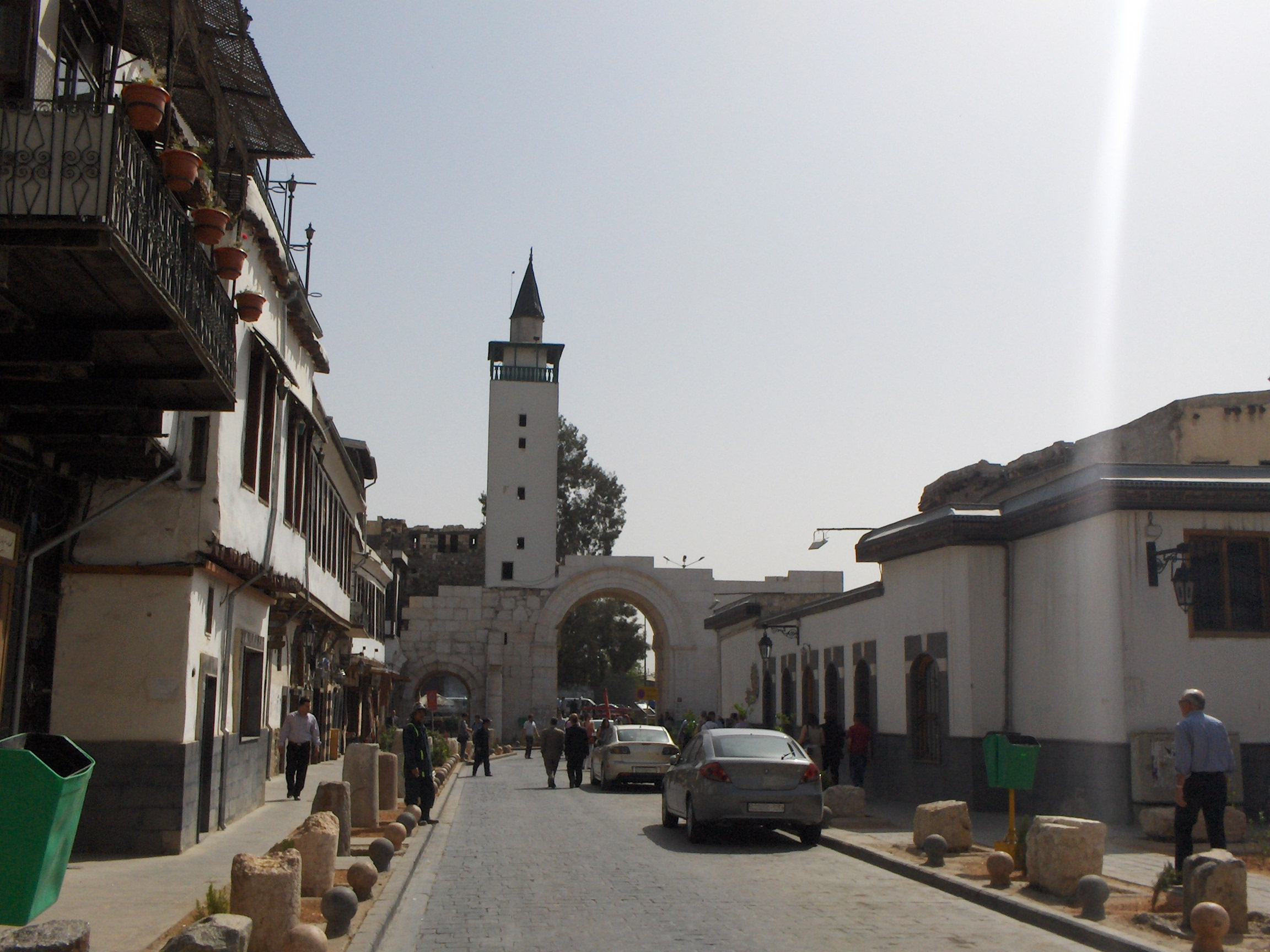
La via recta, con sullo sfonda l'arco a tre fornici e l'al-Omariya (il minareto bianco)
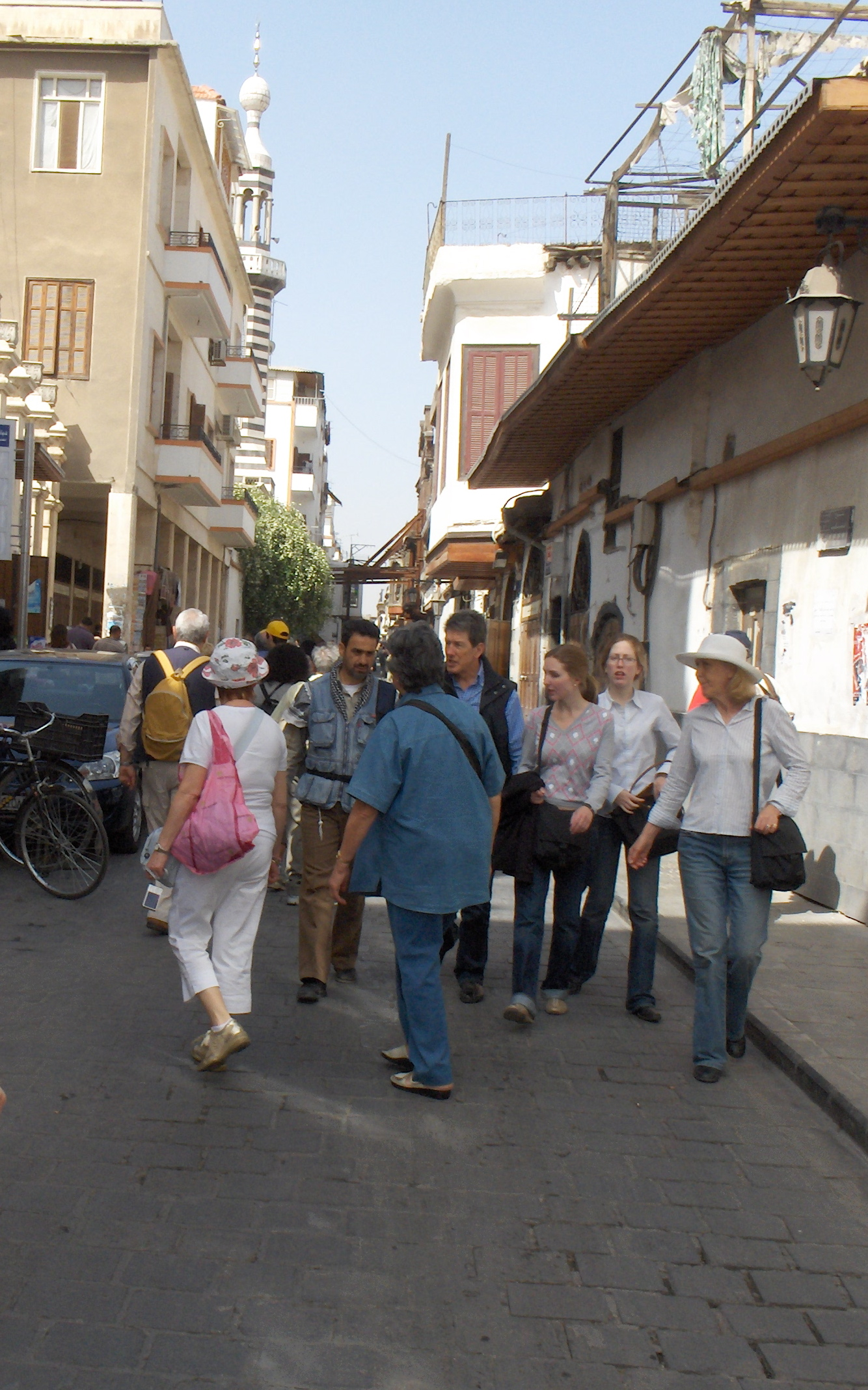
La via recta
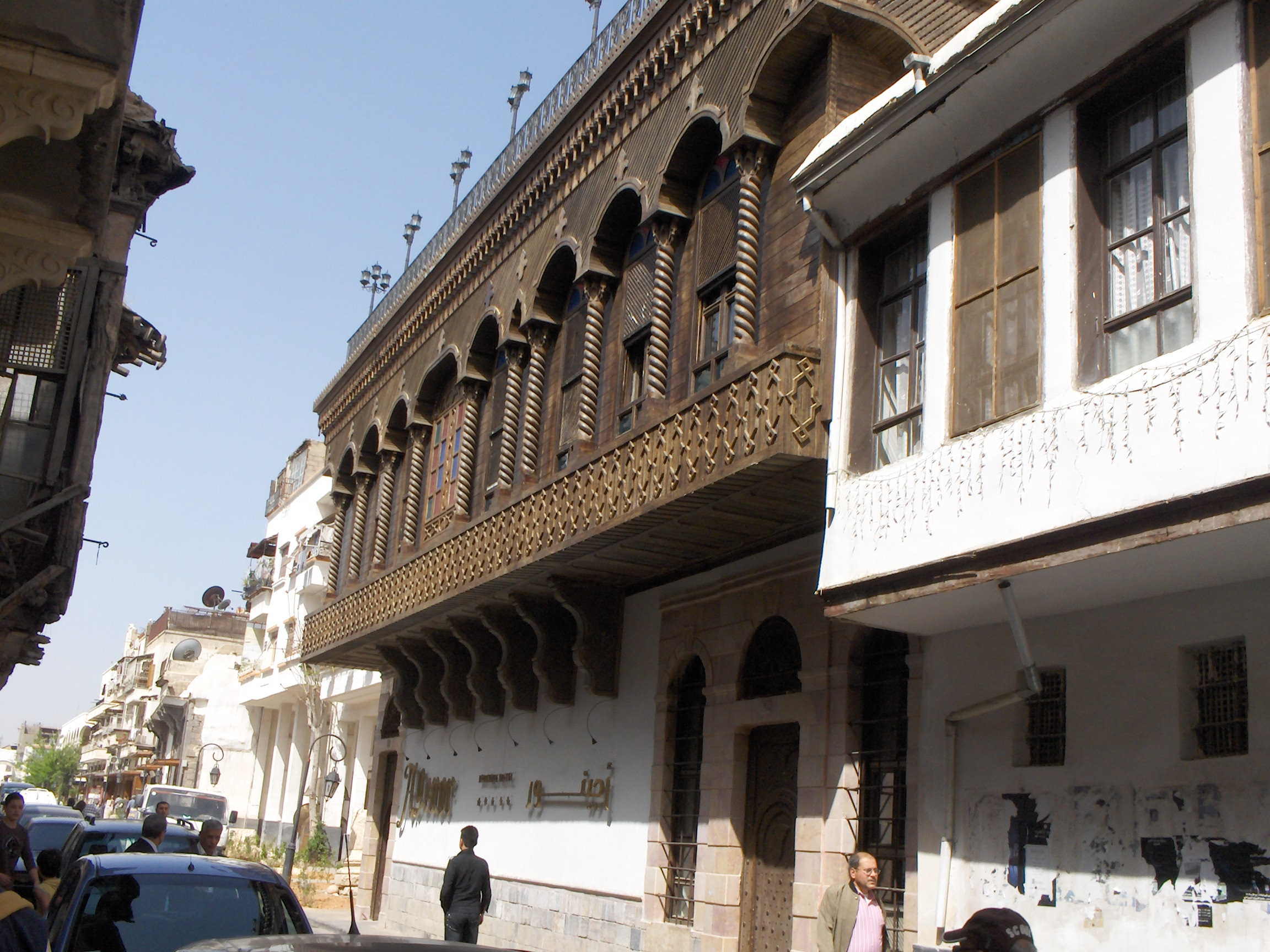
Balconi sulla via recta
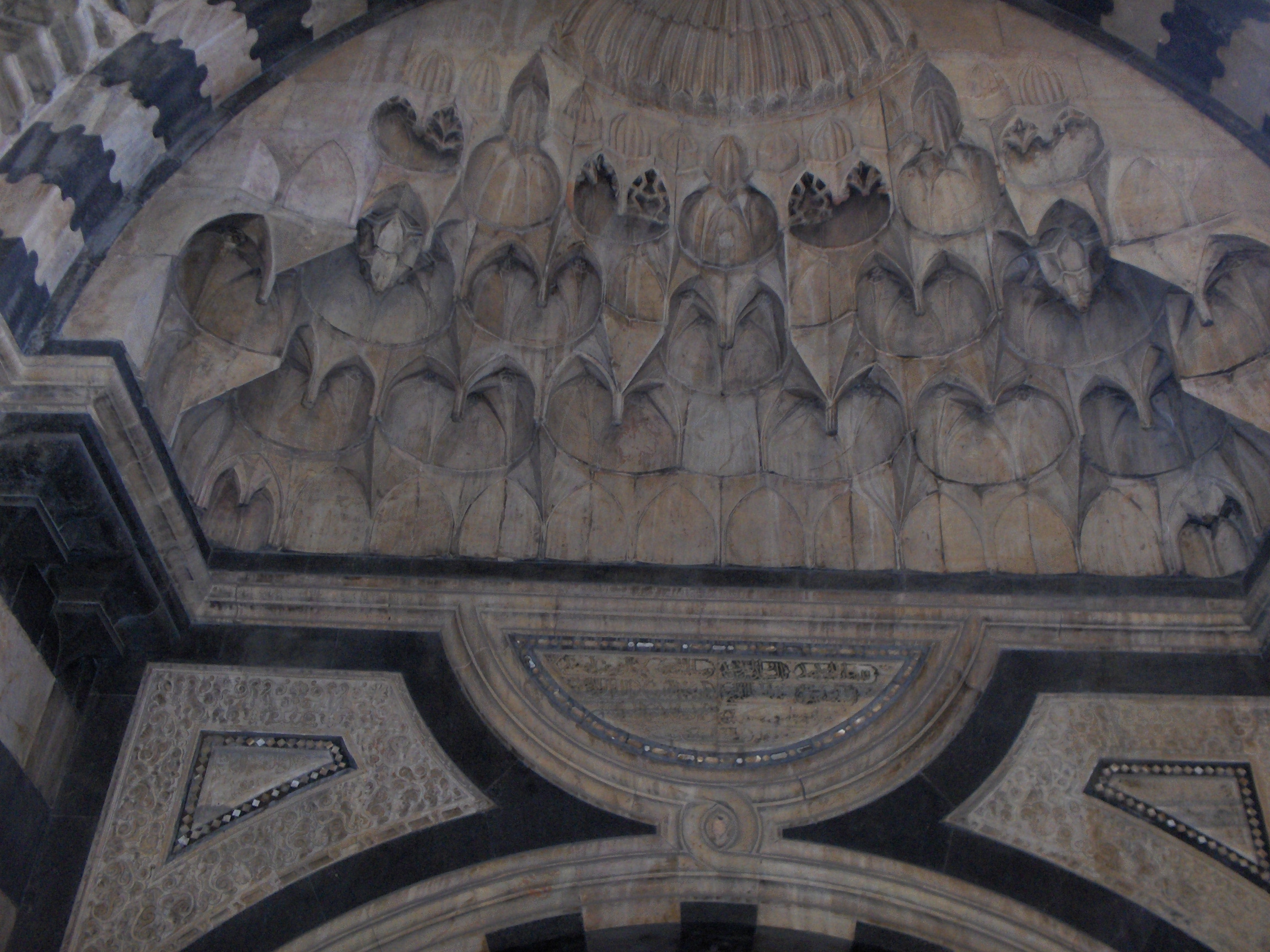
Portale nel Suq al-Bazuriye (suq delle spezie e dei dolci)
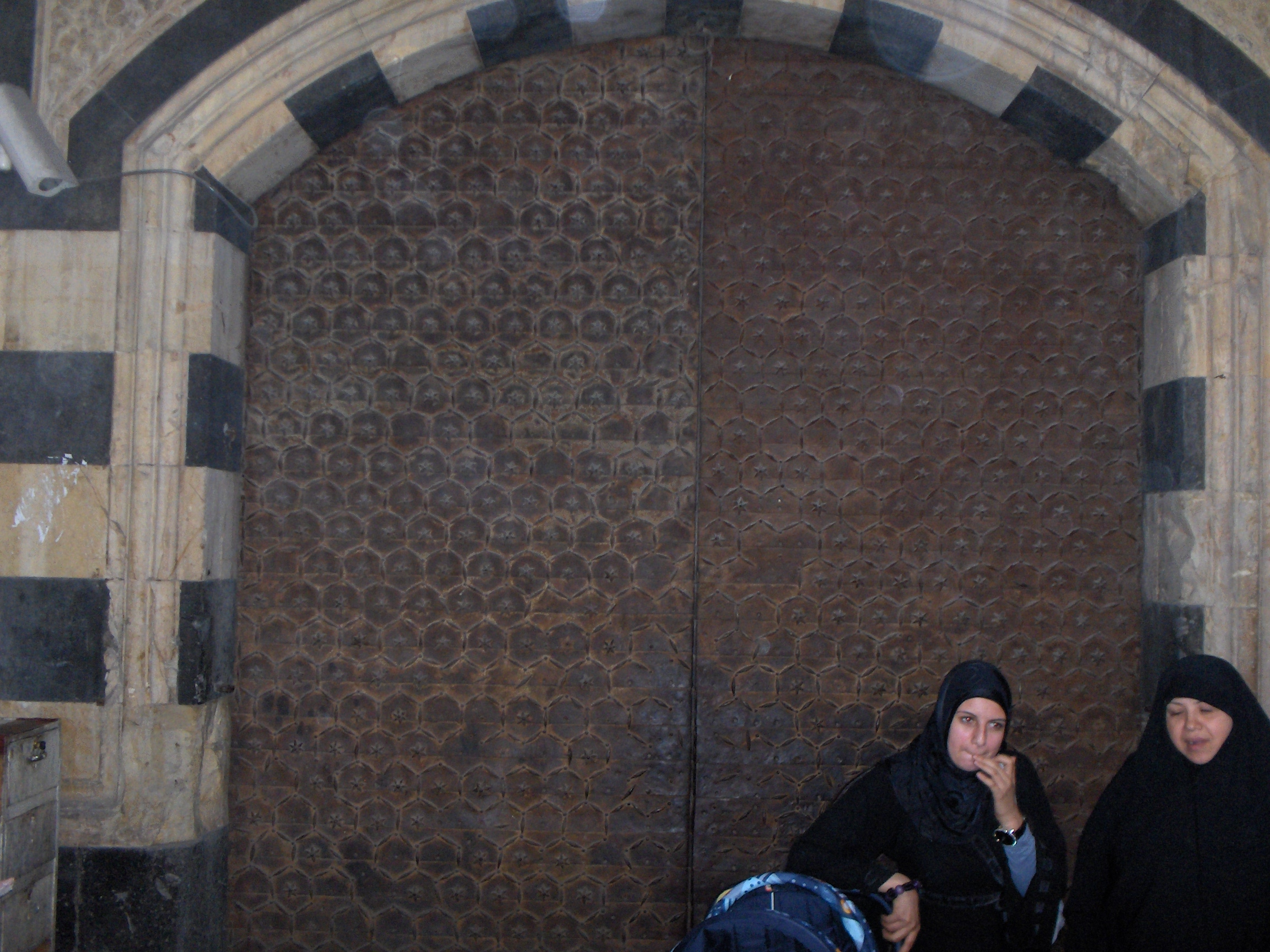
Portone nel Suq al-Bazuriye (suq delle spezie e dei dolci)
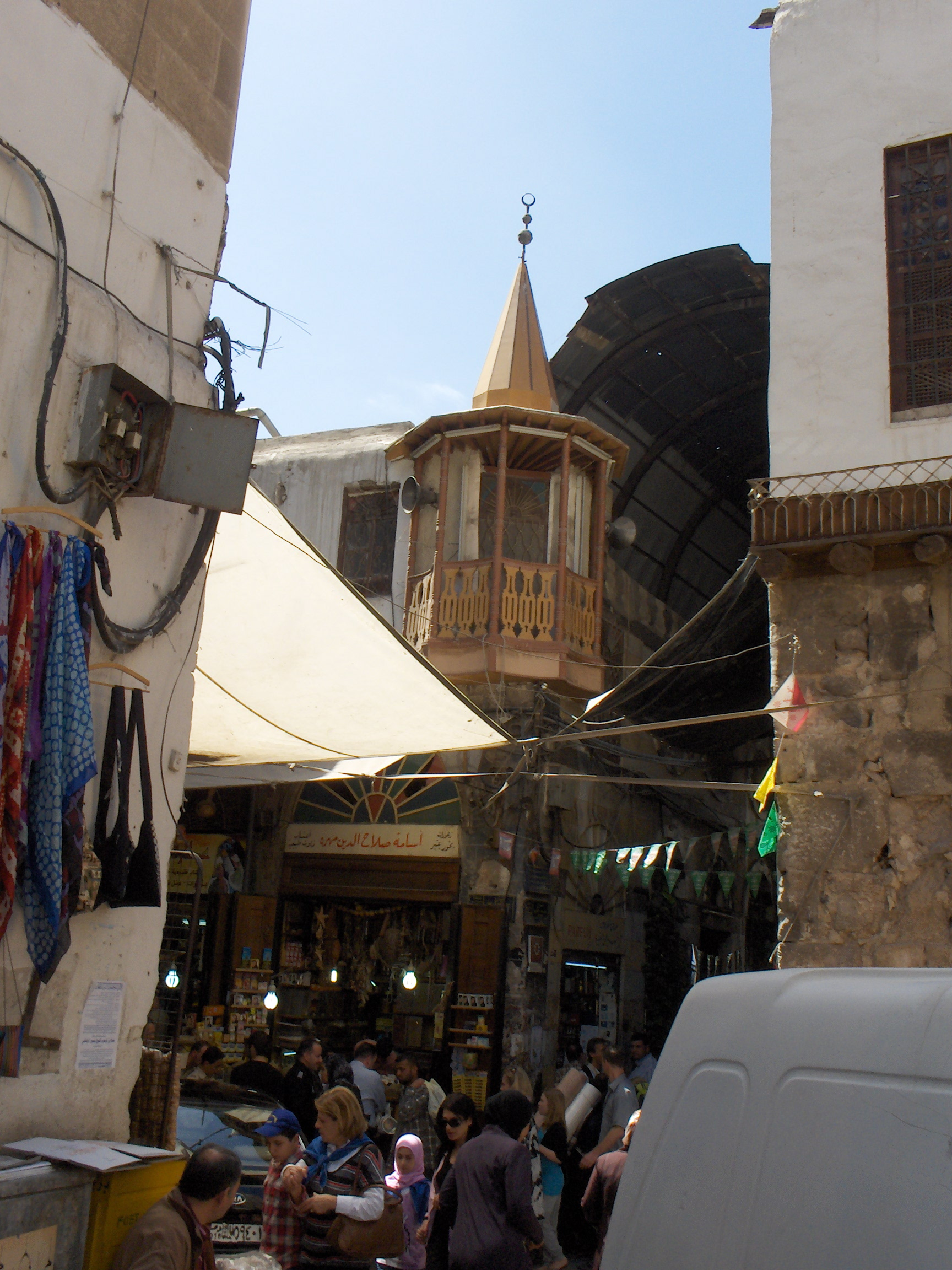
Un angolo del Suq al-Bazuriye (suq delle spezie e dei dolci)
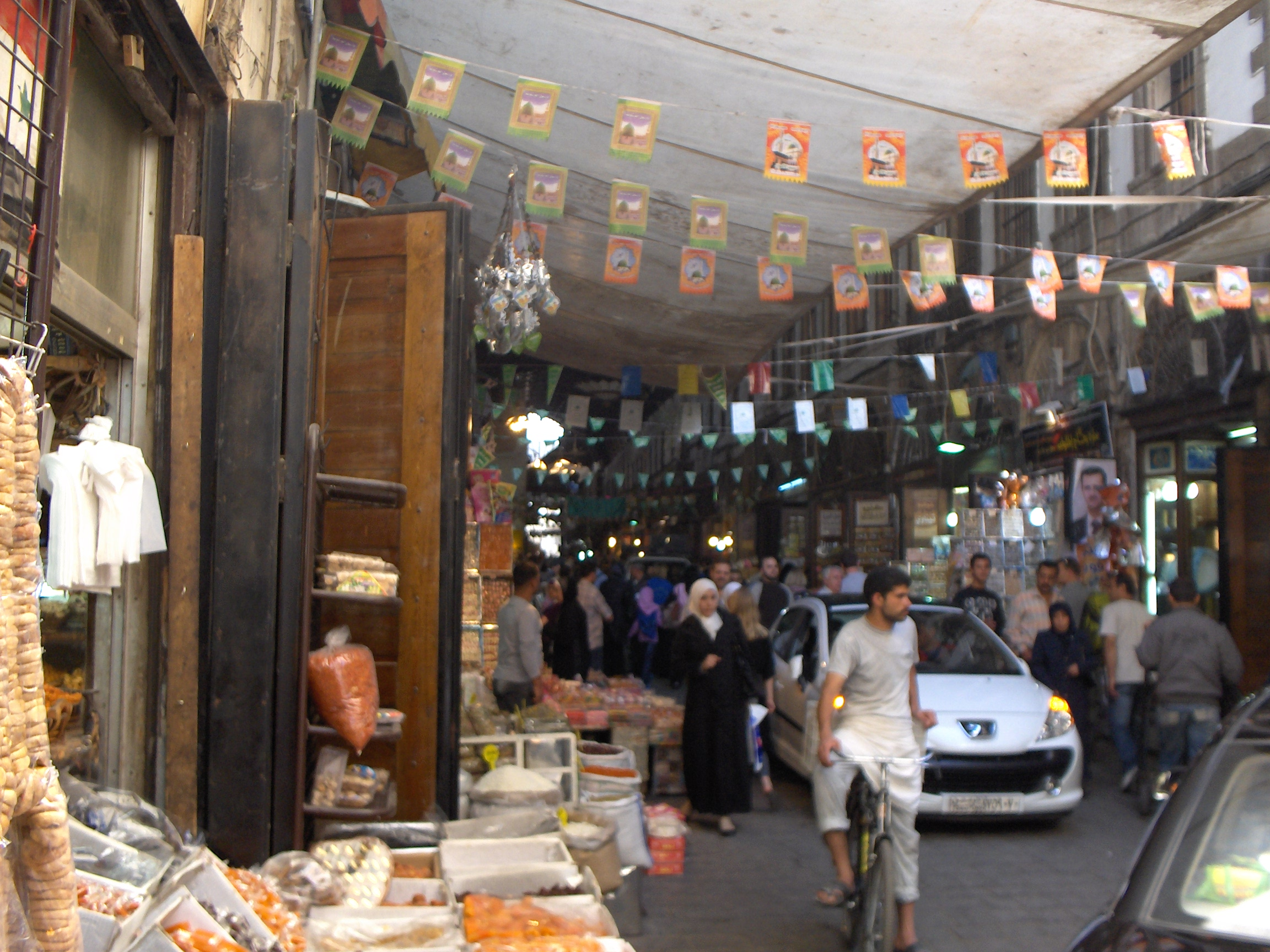
Una strada del Suq al-Bazuriye (suq delle spezie e dei dolci)
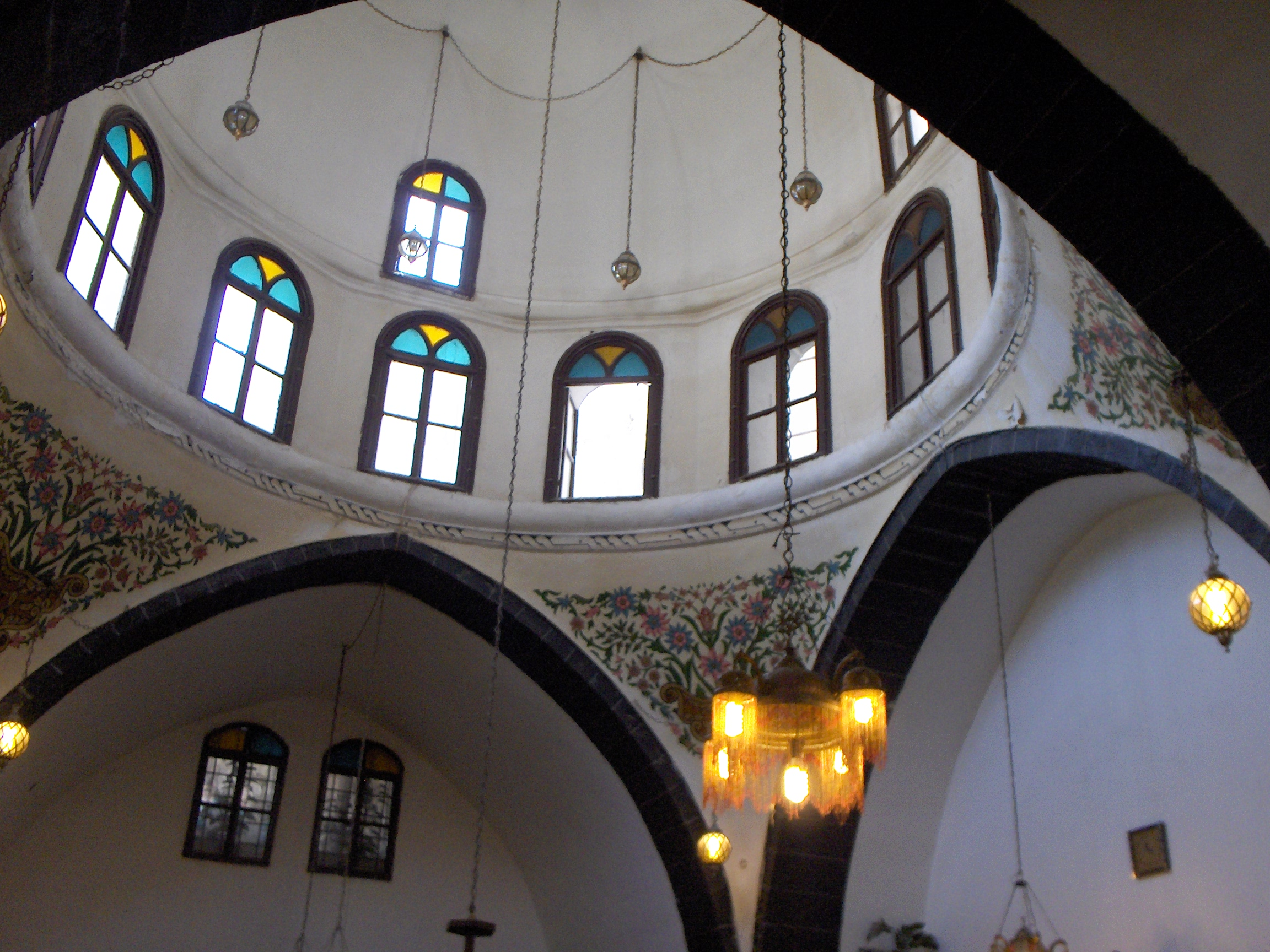
La volta dell'hammam al-Bazuriye o di Nur ad-Din
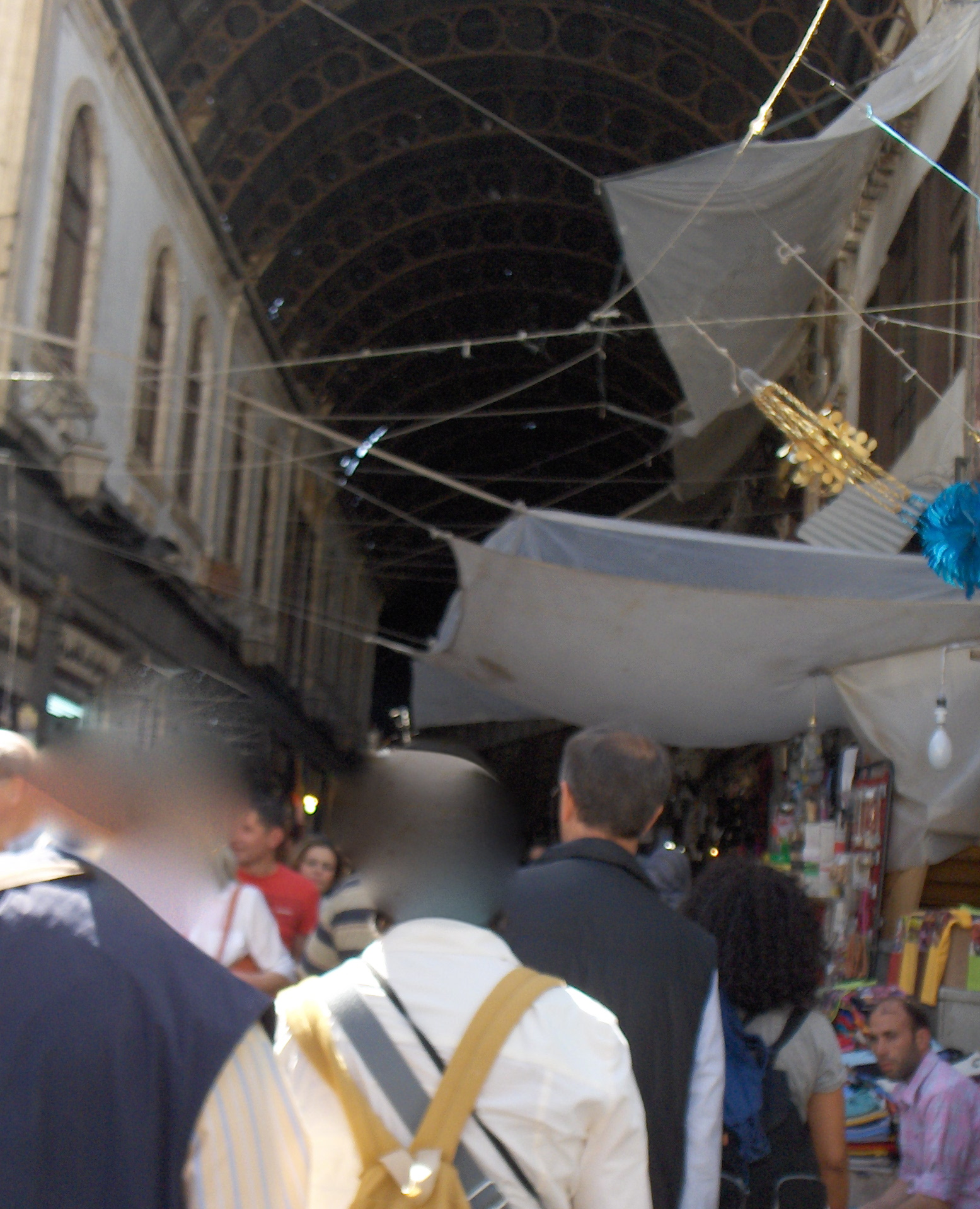
Il suq al-Hamidiyah (un mercato generale)
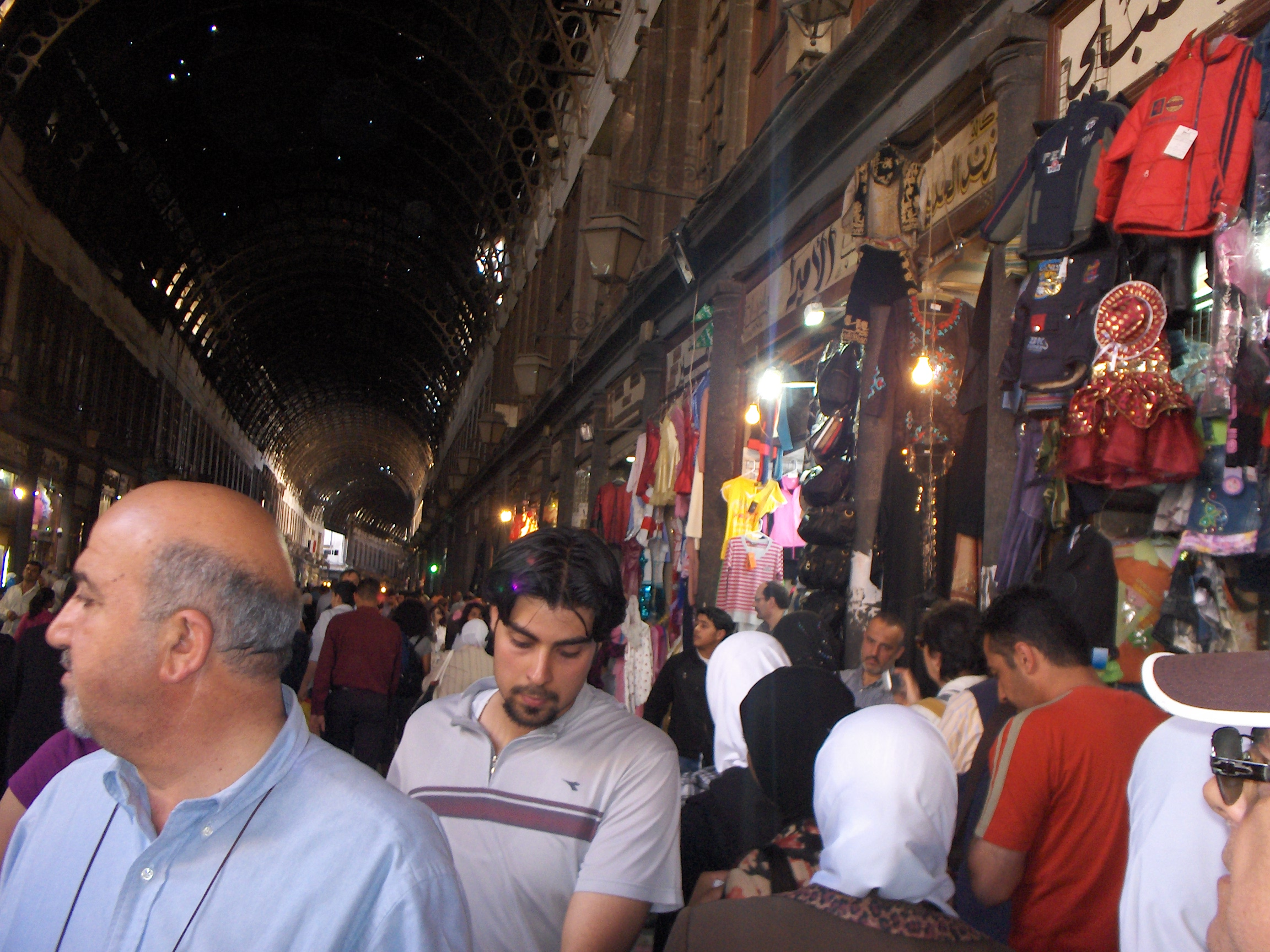
Il suq al-Hamidiyah (un mercato generale)
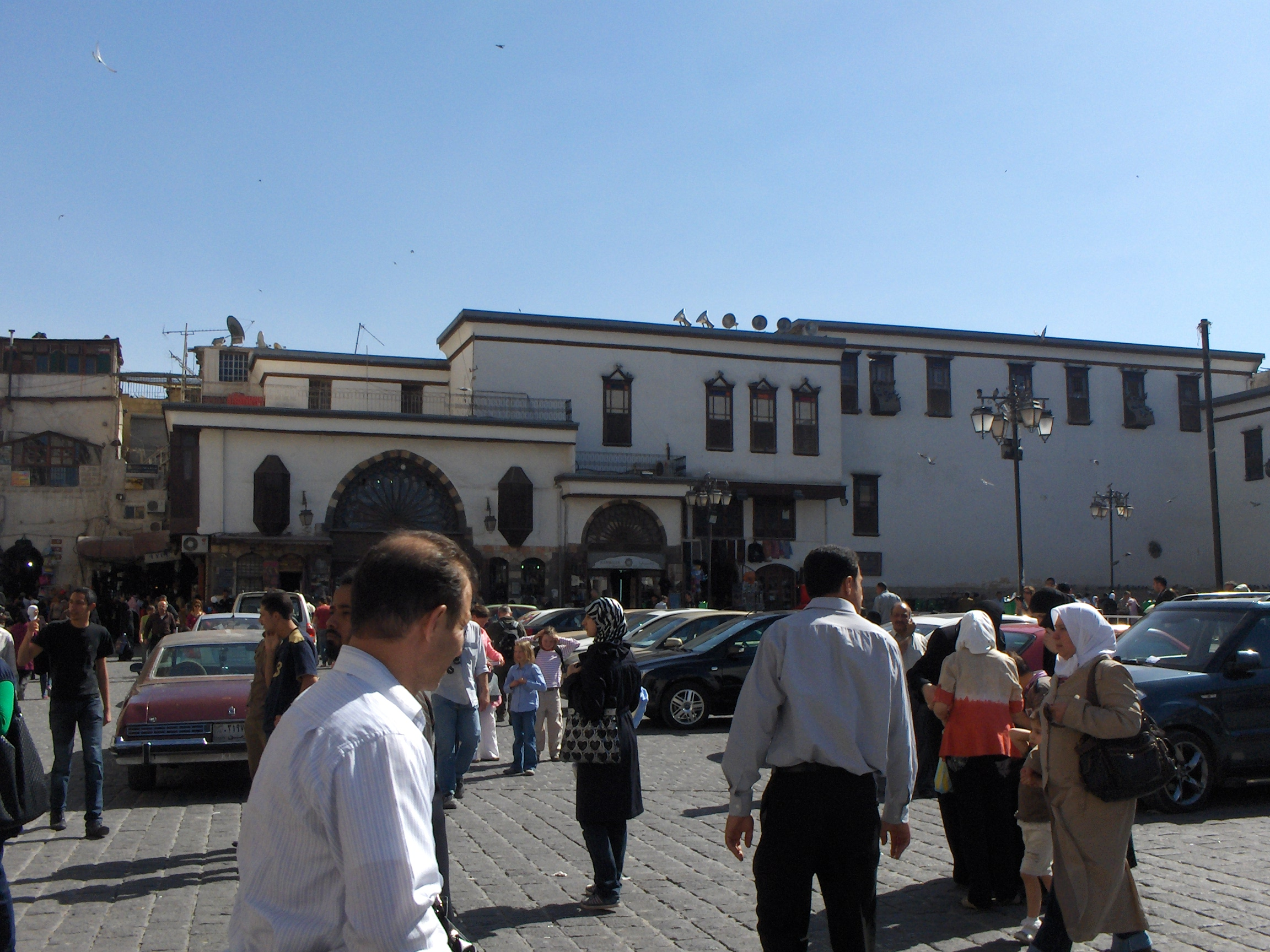
Piazza della Grande Moschea degli Omayyadi